# Vivienne Yeda Apopo
Vivienne Yeda Apopo là một chủ ngân hàng và luật sư kinh doanh người Kenya. Bà hiện đang là Tổng giám đốc của Ngân hàng Phát triển Đông Phi (EADB) từ ngày 15 tháng 1 năm 2009. Bà hiện cũng là thành viên Hội đồng quản trị của Ngân hàng Trung ương Kenya, kể từ ngày 14 tháng 3 năm 2011.

## Tiểu sử
Bà được sinh ra ở Vivienne Yeda, Kenya.

## Giáo dục
Vivienne Apopo có bằng Thạc sĩ Quản trị Kinh doanh (MBA), lấy từ Đại học Edith Cowan ở Úc. Bà cũng có bằng Thạc sĩ Luật (LLM) của Đại học London.

## Kinh nghiệm làm việc
Trước khi làm việc tại EADB, bà Apopo đã làm việc cho Ngân hàng Phát triển Châu Phi (AfDB), với tư cách là Đại diện thường trú và Giám đốc Quốc gia cho Zambia. Trước đó, vào khoảng năm 2006, bà là "Giám đốc pháp lý tại EADB".

## Giải thưởng
Vào tháng 5 năm 2014, Vivienne Yeda Apopo đã được công nhận cho công việc của mình tại EADB, khi ngân hàng được trao giải thưởng "Ngân hàng Châu Phi của năm", bởi Lễ trao giải Ngân hàng Châu Phi thường niên được tổ chức tại Kigali, Rwanda. Giải thưởng Ngân hàng Châu Phi được tổ chức bởi tạp chí African Banker và BusinessinAfrica Events (BIAE). Các giải thưởng được tài trợ bởi AfDB, EADB, Emerging Markets Payments, MasterCard International và các tổ chức công nghiệp hàng đầu khác. Vào tháng 10 năm 2014, bà được vinh danh là "Nhà lãnh đạo kinh doanh của năm", do Viện Châu Phi-Mỹ tổ chức tại lễ trao giải được tổ chức tại New York, ghi nhận sự đóng góp của bà cho "ngân hàng phát triển, tài chính và kinh doanh ở châu Phi trong hơn 20 năm ".